# Kedrovaja (rivier)
De Kedrovaja (Russisch: Кедровая; "ceder"), ook wel Kedrovka (Кедровка) genoemd, is een rivier in het zuidwesten van de Russische kraj Primorje, die uitstroomt in de Amoerbaai van de Baai van Peter de Grote (Japanse Zee). De rivier doorstroomt het natuurgebied Kedrovaja Pad in een vallei tussen de gebergten Soechoretsjenski en Gakkelevski. Langs de bovenloop groeien Mantsjoerijse zilversparren (Abies holophylla). De rivier vormt een paaigebied voor zalmen.
De stationsplaats Kedrovaja ligt op ongeveer 10 kilometer ten zuidwesten van de rivier.